# Плава легенда
Плава легенда (кореј. 바다의 전설 장보고 Bada-ui Jeonseol Jangbogo; енгл. The Legend of Blue) јужнокорејска је анимирана серија која се емитовала од 1. фебруара до 2. августа 2002. године на каналу KBS 2TV, са укупно 26 епизода. Настала је у продукцији студија KBS и Seoul Movie.
Серија је у синхонизованом облику емитована у Србији на Канал Д. Гласове главним ликовима, Џангу и Јуни, позајмила је Миомира Ћосовић.

## Синопсис
Капетан Џанг Бого и Јуна су послати у подморницу да демонтирају пројектил. Успевају да обаве своју дужност, али као резултат тога умало активирају бомбу. Враћају се са мисије када им прилази клијент и тражи да пронађу једну статуу. Прихватају посао, што подстиче мафију да крене за њима.

## Спољашњи извори
- Подаци о серији на сајту MyAnimeList (на језику: енглески)